# Charles Goerens

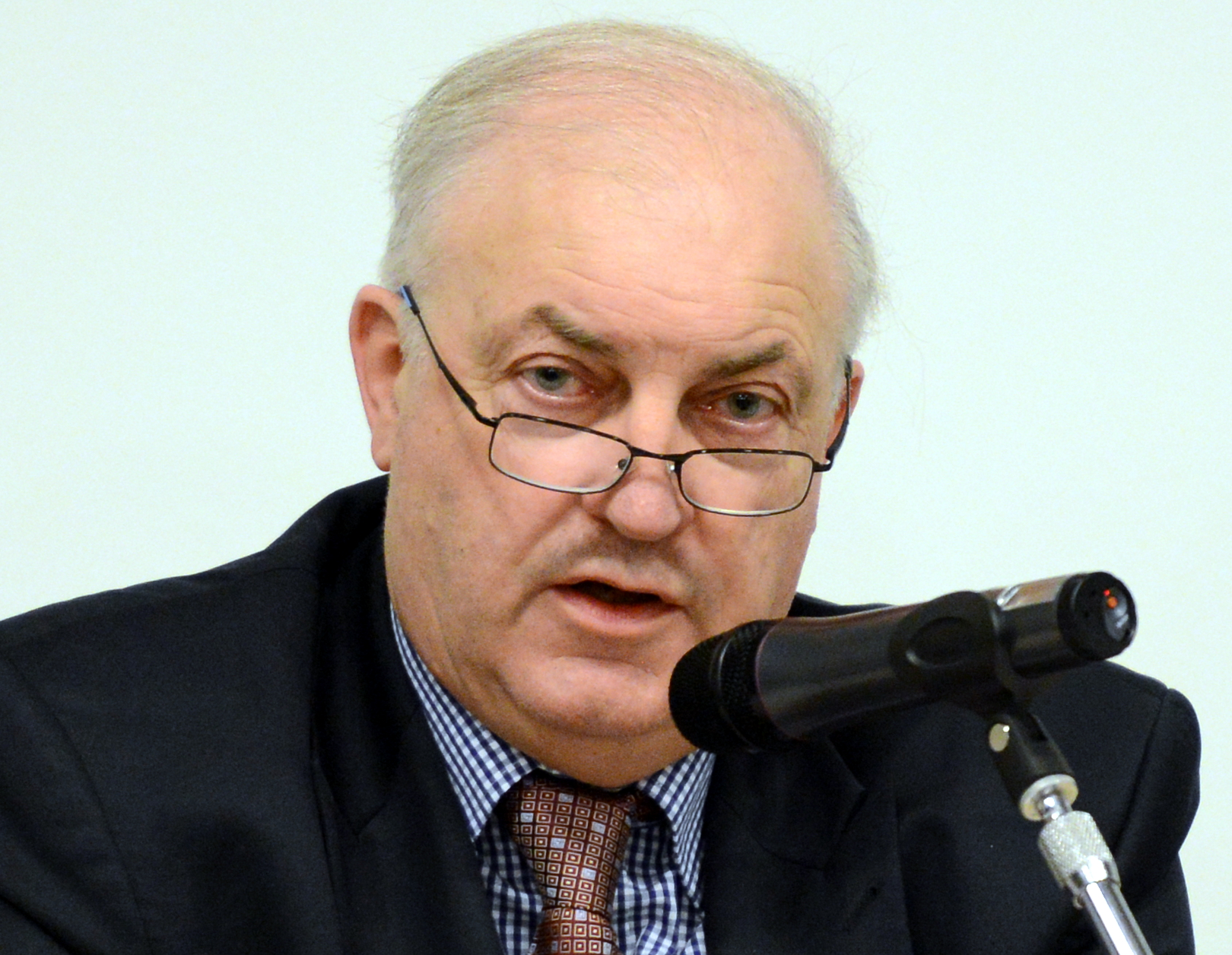
Charles Goerens (2014)

Charles Goerens (ur. 6 lutego 1952 w Ettelbrucku) – luksemburski polityk, były minister, poseł do Parlamentu Europejskiego kilku kadencji.

## Życiorys
Z wykształcenia agronom, ukończył szkołę rolniczą w Belgii. W 1979 został po raz pierwszy wybrany do Izby Deputowanych, odnawiał mandat w kolejnych wyborach krajowych. Zaangażował się w działalność Partii Demokratycznej. W latach 1989–1994 pełnił funkcję przewodniczącego tego ugrupowania.
Od 1982 do 1984 i ponownie w okresie 1994–1999 sprawował mandat posła do Parlamentu Europejskiego. 7 sierpnia 1999 objął urząd ds. ministra współpracy rozwojowej, pomocy humanitarnej i obrony oraz ministra środowiska w koalicyjnym rządzie Jean-Claude’a Junckera. 20 lipca 2004 powierzono mu także tekę ministra spraw zagranicznych, zastąpił wówczas Lydie Polfer, która została eurodeputowaną. Z rządu odszedł już 31 lipca tego samego roku, kiedy to po wyborach krajowych nowym koalicjantem chadeków zostali socjaliści.
W 2009 zdecydował się na start w wyborach europejskich z listy demokratów, uzyskując mandat europosła VII kadencji. Przystąpił wówczas do grupy Porozumienia Liberałów i Demokratów na rzecz Europy oraz Komisji Rozwoju i Podkomisji Praw Człowieka. W 2014, 2019 i 2024 po raz kolejny był wybierany na eurodeputowanego.